# Национальная денежная комиссия
Национальная денежная комиссия (англ. National Monetary Commission) — исследовательская группа, созданная в США согласно закону Олдрича-Врилэнда 1908 года. После банковской паники 1907 года американские банкиры решили обратиться к европейскому опыту управления центральным банком страны. Сенатор Нельсон Олдрич, лидер республиканцев в Сенате, лично возглавил группу экспертов, работавшую в ряде европейских столиц. Члены комиссии Олдрича были ошеломлены, поскольку европейский опыт продемонстрировал куда большую эффективность национальных денежных политик. Кроме того, фунт стерлингов, французский франк и германская марка в то время играли куда более важную роль в международной торговле, чем доллар США.
За период 1909—1912 годов комиссия выпустила 30 докладов, в которых содержался подробный обзор банковской системы США конца XIX — начала XX вв. В докладах также были обстоятельно рассмотрены такие вопросы, как финансовое законодательство и текущее состояние банковской и валютной системы США, Канады, Великобритании, Франции, Германии, Швейцарии, Италии, Бельгии, Мексики, России и других стран. Доклады содержат заключения ведущих экспертов, многочисленные таблицы, диаграммы, графики и факсимиле документов. Некоторые доклады содержат тексты стенограмм соответствующих выступлений, интервью и слушаний. Все доклады были опубликованы в печати правительством США в 1909—1911 годах.
Отчеты комиссии стал основой для принятия Закона о Федеральной резервной системе 1913 года, положившего начало современной Федеральной резервной системе.